# ناصر العجيل
ناصر عادل العجيل (بالإنجليزية: Nasser Adel Al-Ojail)‏؛ مواليد 30 ديسمبر 1996 في الأحساء، السعودية، هو لاعب كرة قدم سعودي يلعب حالياً في نادي الهداية.

## مسيرة اللاعب
لعب في نادي هجر ونادي النجوم ونادي العمران ونادي الروضة ونادي رضوى ونادي الهداية.

## روابط خارجية
- ناصر العجيل على موقع قاعدة بيانات كرة القدم.إي يو (الإنجليزية)
- ناصر العجيل على موقع Soccerway.com (الإنجليزية)